# Environnement obésogène
Un environnement obésogène est celui qui favorise la prise de poids et l’obésité au sein de la population. Cet environnement combine plusieurs facteurs qui encouragent et incitent la consommation d'aliments peu sains et un mode de vie sédentaire. Les environnements obésogènes facilitent la prise de poids et l'obésité, augmentant ainsi le risque de maladies chroniques telles que le diabète de type 2, les maladies cardiovasculaires et certains types de cancer,,.

## Environnements obésogènes
Dans les environnements obésogènes, on trouve :
- Disponibilité d'aliments peu sains. Très présents dans les supermarchés et les établissements de restauration rapide, ultratransformés et riches en calories, graisses et sucres, généralement moins chers que les aliments sains[5].
- Publicité d'aliments non sains, avec une promotion intense de produits peu nutritifs, notamment à destination des enfants et des adolescents[6].
- Un environnement physique avec peu d'infrastructures pour l'activité physique, des rues peu propices à la marche ou au vélo, et conçues pour faciliter la circulation des voitures. Il y a également peu de parcs, de gymnases ou de zones récréatives à proximité des zones résidentielles[5].
- Un mode de vie sédentaire, avec des loisirs basés sur l'utilisation de la technologie, le recours aux transports motorisés et sans promotion de l'activité physique[6],[5].
- Facteurs socio-économiques corrélés à l'obésité, avec une relation directe entre un faible revenu et une consommation plus élevée d'aliments peu sains, ainsi que des taux d'activité physique plus faibles[7],[8].
- Facteurs culturels et relationnels qui influencent le mode de vie des individus. Ainsi, si les normes sociales et culturelles encouragent la consommation de grandes portions de nourriture, et que l'inactivité physique ou le surpoids sont socialement acceptés, il est plus probable que les individus développent de l’obésité[8].